# Mindstorm
Mindstorm, o Progetto Mindstorm, è un film del 2001 diretto da Richard Pepin.

## Trama
L'investigatore privato Tracey Wellman indaga sulla misteriosa scomparsa della figlia del senatore. Con l'aiuto dei suoi poteri paranormali riuscirà ad arrivare alla risposta dell'enigma.

## Date di uscita
- in Canada : 28 febbraio 2001
- negli USA : 26 febbraio 2002
- in Norvegia : 2 aprile 2003
- in Ungheria : 8 agosto 2005